# Rhitymna xanthopus
Rhitymna xanthopus là một loài nhện trong họ Sparassidae.
Loài này thuộc chi Rhitymna. Rhitymna xanthopus được Eugène Simon miêu tả năm 1901.